# Martwa natura z butelkami, owocami i chlebem
Martwa natura z butelkami, owocami i chlebem (hiszp. Naturaleza muerta con botellas, frutas y pan) – obraz olejny hiszpańskiego malarza Francisca Goi (1746–1828) znajdujący się w Museum Oskar Reinhart am Römerholz w Winterthur.

## Okoliczności powstania
Martwa natura nie była częstym tematem w twórczości Goi, być może dlatego, że w jego epoce była uznawana za mniej wartościową niż malarstwo religijne, historyczne czy portrety. W XIX-wiecznej Hiszpanii ten rodzaj malarstwa reprezentowali m.in. Luis Paret y Alcázar oraz Luis Meléndez. Ich prace charakteryzował naturalizm oraz rokokowe przywiązanie do detalu. Wiadomo, że Goya namalował serię martwych natur w czasie hiszpańskiej wojny niepodległościowej (1807–1814) oraz na wygnaniu w Bordeaux. Jego dzieła są jednak dalekie od stylu rokoko czy préciosité, charakteryzują je grube pociągnięcia pędzlem oraz ograniczona paleta barw. Goya odrzuca tradycyjne ujęcie martwej natury i sięga do estetyki swojego mistrza Rembrandta. Ponadto martwe natury Goi stanowią wyraźną metaforę śmierci, martwe zwierzęta przypominają złożone ofiary, których ciała zostały przedstawione w bezpośredni i okrutny sposób. Temat śmierci, przemijania i fatalizmu często pojawia się w późniejszych pracach starzejącego się malarza, stając się niemal jego obsesją. Nie udało się ustalić dokładnej daty powstania tej serii martwych natur, jednak historycy sztuki sytuują je w przedziale 1808–1812 ze względu na analogiczne do powstałych w tym czasie rycin Okropności wojny ujęcie przemocy.

## Opis obrazu
Jest to jedyna z całej serii martwa natura, która nie przedstawia martwych zwierząt i jest najbliższa tradycyjnym przykładom tego rodzaju malarstwa. Mimo to Goya podchodzi do popularnego w hiszpańskiej sztuce tematu w oryginalny sposób, odchodząc od schematów.
Na stole przykrytym białym obrusem stoją trzy butelki po winie, mała baryłka z oliwą, koszyk z owocami – winogronami, gruszkami, figami i śliwami. Po prawej stronie leżą kawałki chleba, sera i plasterki wędlin. Są to typowe codziennie przedmioty i wiejskie produkty, brak wykwintnej zastawy czy egzotycznych produktów. Tło jest ciemne i jednolite, kontrastuje z nim biel obrusu. Paleta barw jest bogatsza niż w przypadku pozostałych dzieł z serii. Dominują jasne i ciepłe barwy, podobnie jak we wcześniejszych projektach tapiserii. Goya zastosował także więcej światła, dzięki czemu nadał temu dziełu nieco optymizmu. Z drugiej strony ciemne butelki niemal zlewające się z tłem i zauważalne dopiero po bliższym przyjrzeniu się, maja nieco złowieszczy charakter. Na etykiecie środkowej butelki widnieje złożony niemal pionowo podpis Goi.

## Proweniencja
Seria martwych natur została odziedziczona przez syna Goi, Javiera, a następnie przeszła na jego wnuka Mariano. Mariano Goya przekazał te obrazy Franciscowi Antoniowi Narváez y Bordese, hrabiemu Yumuri, jako pokrycie długów. Po śmierci hrabiego w 1865 martwe natury zostały sprzedane (w kolekcji pozostawało wtedy dziewięć lub dziesięć z dwunastu obrazów) i trafiły do różnych zbiorów na całym świecie, a niektóre zaginęły.